# Miholcsa Gyula
Miholcsa Gyula (Marosvásárhely, 1956. március 21. –) erdélyi magyar szerkesztő, operatőr, dokumentumfilm-rendező, Miholcsa József öccse.

## Életpályája
1980-ban Temesváron fizikatanári diplomát szerzett, ezután nyolc évig fizikát tanított szülővárosában a Mezőgazdasági Líceumban. 1988 és 1990 között a Maros-Bánát Vízügyi Hivatal számítóközpontjában dolgozott, majd 1990-ben és 1991-ben a Studio 7 nevű film- és videóstúdióban. 1991-től a Román Televízió magyar adásának belső munkatársa, ahol tevékenységi területei: hírek, tudósítások, néprajzi és természetfilmek, valamint dokumentumfilmek.

## Munkássága
Ismeretterjesztő és logikai fejtörő rovatai voltak a marosvásárhelyi Népújságban, a Krónikában és a marosvásárhelyi magyar nyelvű rádióadókban.

### Ismeretterjesztő és dokumentumfilmjeiből
- Erdély folyói (sorozat)
- Az erdélyi '56-osok
- Az unitárius vallás története
- Az üveggyártás története
- A vas története Erdélyben
- Erdélyi vízimalmok
- Petőfi és Bem Erdélyben
- Erdély napórái (sorozat)
- Az én iskolám
- Marosvásárhely fekete márciusa, 2010
- Kukkolási jegyzőkönyvek, 2008
- Az erdélyi macska, 2000
- "...melyek előtt érdemes megállni és elgondolkozni...", 2000
- Az én márciusom
- "Kis Magyar Világ"

- Hat rövid dokumentumfilm, EMT, Historia Scientiarum Multimedia

### Könyvei
- Labirintus, Marosvásárhely, 2001
- Ember és környezet – Fizika a természetben, Marosvásárhely, 2003
- Erdély napórái, Erdélyi Múzeum-Egyesület, Kolozsvár, 419 oldal, 2020. ISBN: 978-606-739-164-0

## Díjai, elismerései
- Média MGR díj, 1992
- Humanitas Civitas díj, 1993
- Second Olimpiad for Local Video and TV creations, Dánia, ezüstérem, 1994
- Göttingen International Ethnographic Film Festival, Németország, 1996
- MÚRE díj, 1996, 2002
- Hevesi Endre-díj, 2015